# Маренко, Леопольдо
Леопо́льдо Маренко (итал. Leopoldo Marenco; 11 августа 1831 или 1 февраля 1831, Чева, Пьемонт — 30 апреля 1899, Милан) — итальянский драматург и поэт. Автор либретто оперы «Арлезианка».

## Биография
Родился в Чева, Пьемонт в семье драматурга Карло Маренко, который занимал пост в департаменте финансов на Сардинии. В 1860 году стал профессором итальянской литературы в Болонье и Милане. Начал литературный путь с подражания исторической драме, сочинял стихотворные драмы («Marcellina», 1860; «Giorgio Gandi», 1861; «Celeste», 1866; «Tempeste alpin», «La famiglia», «Bice»). В 1871 году вышел на пенсию и поселился в Турине.

## Произведения
- Celeste: idillio campestre in quattro atti — Milano: C. Barbini, 1868
- Ginevra degli Amieri: scene melodrammatiche; musica di Ernesto Tagliabue allievo del Regio Conservatorio di Musica in Milano, 1867-68 Milano: Tipografia Reale.
- Giorgio Gandi: bozzetto marinaresco in quattro atti in versi — Milano: C. Barbini, 1868
- Un malo esempio in famiglia: commedia in quattro atti — Milano: C. Barbini, 1868